# Michele Prisco
Michele Prisco, né le 18 janvier 1920 à Torre Annunziata, dans la province de Naples, en Campanie et mort le 19 novembre 2003 à Naples, est un écrivain et journaliste italien.

## Biographie
Né et élevé à Torre Annunziata, dans un milieu bourgeois qui constituera par la suite l'arrière-plan de ses livres, Michele Prisco passe les diplômes de droit et ceux d'examen d'avocat, mais il préfère la carrière de journaliste et d'écrivain.
En 1942, son premier récit Gli alianti (« Les planeurs ») est publié dans le supplément mensuel du journal Il Corriere della sera. Avant d'être mobilisé, il collabore à la Gazzetta del Popolo de Turin. Il poursuit sa formation, pendant les longs mois passés au front, grâce à ses camarades ; certains deviendront ses amis pour la vie, comme les écrivains Gino Montesanto, Mario Pomilio et le peintre Enrico Accatino. À la fin de la guerre, il reprend son activité de journaliste dans des périodiques.
En 1949 il publie son premier roman, La provincia addormentata, une collection d'histoires courtes riche en analyses psychologiques de personnages plongés dans un monde en déclin, qui lui permet de remporter la médaille d'or pour la première œuvre du prix Strega.
En 1950 Gli eredi del vento lui procure le prix Venezia pour une œuvre inédite.
En 1951 il se marie et déménage à Naples, ville qu'il aime et où il vivra jusqu'à sa mort.
Dans les années 1960, il fait partie, avec Mario Pomilio, Domenico Rea, Luigi Incoronato, Gianfranco Venè e Leone Pacini Savoj des collaborateurs de la revue littéraire Le ragioni narrative, dont il sera aussi directeur. Il continue son travail de journaliste comme critique cinématographique et littéraire et sera pendant une dizaine d'années le vice secrétaire du Syndicat national des écrivains.
Il se montra un écrivain très prolifique et apprécié tant du public que de la critique qui en apprécia tout de suite le style riche et moelleux.
En 1974, un premier roman est adapté au cinéma : Lucia et les Gouapes. Un film de qualité, Caresses bourgeoises, est inspiré de son roman Una spirale di nebbia.
Dans ses premiers livres — La provincia addormentata, Eredi del vento et surtout Figli difficili —, il décrit la bourgeoisie napolitaine, avec toutes ses faiblesses et ses limites, entre autres, l'incapacité de proposer pour Naples des alternatives concrètes à une situation de stagnation sociale et économique qui empêche son développement.
Par la suite, tout en continuant de fouiller le monde des classes moyennes de Naples, il cherchera à inclure dans ses analyses les milieux plus populaires, sans jamais introduire dans ses romans ces connotations impressionnistes et de folklore qui sont typiques d'une grande partie de la littérature napolitaine d'après-guerre.
En 1996 il remporte le prix Cimitile pour son œuvre Il Pellicano di Pietra.
Il meurt à Naples le 19 novembre 2003.

## Sources
- (it) Cet article est partiellement ou en totalité issu de l’article de Wikipédia en italien intitulé « Michele Prisco » (voir la liste des auteurs).